# Fusun
Fusun (kínaiul: 抚顺, pinjin átírással Fǔshùn) prefektúra szintű nagyváros ÉK-Kínában, Liaoning tartományban, a Hun folyó mentén. Senjangtól kb. 45 km-re keletre fekszik.
Bányaváros, ipari központ. Az itt bányászott szén és olajpala szolgáltatja a nyersanyagot a helyi gépipar és petrolkémiai ipar számára. Lakosainak száma 1 861 372 fő (2020).

## Népesség
| 2020 | 1 861 372 |

## Fordítás
Ez a szócikk részben vagy egészben  a   Fushun című angol Wikipédia-szócikk fordításán alapul.  Az eredeti cikk szerkesztőit annak laptörténete sorolja fel. Ez a jelzés csupán a megfogalmazás eredetét és a szerzői jogokat jelzi, nem szolgál a cikkben szereplő információk forrásmegjelöléseként.